# 薩摩揚げ
薩摩揚げ（さつまあげ）は、魚肉のすり身を成型し、油で揚げた食べ物または日本の料理でもある。魚肉練り製品であり、「揚げかまぼこ」に分類される。
主に東日本ではさつま揚げ、西日本では天ぷら、そのうち鹿児島ではつき揚げとも呼ばれる（ただし、衣をつけないで素揚げにする点などが通常の天ぷらとは異なる）。
魚肉のすり身に塩・砂糖などで味付けして整形し、油で揚げる。丸形・角形など形は様々である。ゴボウ、イカ、ゆで卵などの素材を包み込んだものもある。
水産地では、地元で多く取れる魚を材料とすることが多く、イワシ・サメ・カツオ・サバ・ホッケなど多様だが、ほとんどの場合は2種以上の魚を混ぜて使う。すり身のみで作られたもののほか、キクラゲ、紅しょうが、玉ねぎ、ネギなどの野菜を入れたもの、じゃこ、イカ、タコ、エビなどの魚介類を入れたもの、薬味を加えたものなどもある。
そのまま、あるいは軽く焼いてショウガ醤油やからし醤油などを付けて食べる。おでん種、うどんの具、皿うどんの具、煮物の材料などにも用いられる。